# Elimar Klebs
Elimar Klebs (15. října 1852, Braunsberg – 17. května 1918, Marburg) byl německý historik.

## Životopis
Byl syn východopruského právníka a bratr botanika Georga Albrechta Klebse Studoval u Theodora Mommsena a Heinricha von Treitschkeho v Berlíně, kde v roce 1876 promoval a v roce 1883 habilitoval. Od roku 1886 byl na Berlínské akademii jedním ze tří editorů (vedle Hermanna Dessaua a Paula von Rohdena), kteří připravili první vydání Prosopographia Imperii Romani. Vytvořil 1. svazek (písmena A až C) vydaný v roce 1897. Od zimního semestru 1906 se stal nástupcem Benedikta Nieseho na místě mimořádného profesora dějin na univerzitě v Marburgu, v roce 1907 jmenován řádným profesorem. V roce 1913 těžce onemocněl a o rok později byl zbaven akademických povinností.
Klebs se především zabýval římskými dějinami (Historia Augusta) a antickými Římany (Petronius, Historia Apollonii). Psal také články pro Paulys Realencyclopädie der classischen Altertumswissenschaft.

## Dílo
- De scriptoribus aetatis Sullanae. Dizertační práce, Berlín 1876.
- Zur Composition von Petronius' Satirae. v: Philologus 47, 1889, S. 623–635.
- Das dynastische Element in der Geschichtsschreibung der römischen Kaiserzeit. v: Historische Zeitschrift 61 (= N.F. 25), 1889, S. 213-245.
- Die Sammlung der Scriptores historiae Augustae, v: Rheinisches Museum für Philologie 45, 1890, S. 436-464.
- Die Erzählung von Apollonius aus Tyrus. Eine geschichtliche Untersuchung über ihre lateinische Urform und ihre späteren Bearbeitungen. Reimer, Berlín 1899.